# ZIKU
ZiKU（じく、1976年9月9日 - ）は、鹿児島県を拠点に活動する日本のミュージシャン（ボーカリスト・シンガーソングライター）、ラジオパーソナリティ、お笑いタレント。
ニックネームは ジク兄・ジク姉。自身の愛人である「桃屋」と公言している名義も存在する。鹿児島発テクノポップ音楽ユニット「亀之子エレクト」、バンド「Imperfection tale」のボーカリスト。

## 概要
鹿児島県立鹿児島東高等学校、専門学校を卒業。MBCタレント（元ポニーメイツ）の福留知恵との出会いを機にMBCラジオにて放送されていたラジオ番組「Precious Music」金曜日のアシスタントに2011年8月から2015年3月まで起用されていた。

## 人物
趣味は道の駅めぐり、散歩（長距離）、お店の料理完コピ。特技は道に迷っても迷っていないフリをしながら正しい道を見つけること。実は一時期、板前をしていたことがあった。
父親はバスの運転手をしている。阿部真央の大ファンである事を公言している。アニメ「ラブライブ!」のファンを意味する「ラブライバー」の一人としても有名で、μ'sの推しメンは南ことりである。鹿児島女子短期大学の学生に樽美酒研二の中の人であると思われている。
自身の持ちネタは「おちんこぽろろーん!」であり、自身のラジオ番組で披露したところ絶賛だった。ZETSURINである。毎日抜いている。また、男性理学療法士を前に半立ちになってしまうので事前に抜くとのこと。
クリームパンが大嫌い。生放送で長時間にわたり批判したこともある程。
酒に酔った勢いで便器に顔を突っ込むことがあると公言している。
右の乳首に1本だけ毛が生えている。好きな女性のタイプは原田知世。著名な家族はHIDE（治久丸 英男）。 独身（離婚歴あり）。

## 担当番組

### 現在
- ジクエク・アフターピンク（「Music Express」のスピンオフ番組　基本的に毎週土曜日早朝に「ねとらじ」にて生配信・その後iTunesにてポッドキャストとして改めて配信、2015年4月 - ）
- 岩﨑弘志のてゲてゲハイスクール（MBCラジオ コメンテーターとして主に月末に出演、2014年8月 - ）
- ZiKU EXTREME type R（鹿児島市のコミュニティFM 「FMぎんが」にて、笹川怜司と毎週月曜日22時から生放送　2020年10月 - 2024年9月）

### 過去
- Precious Music（MBCラジオ 金曜アシスタント、2011年8月-2015年3月）
- Music Express（MBCラジオ 金曜ラジオパーソナリティ、2015年4月-2020年3月）